# Maria Emiltzos da Bulgária
Maria Emiltzos (em grego: Μαρία Σμίλτζος; em búlgaro: Марина Смилец; romaniz.: Marija Smilets), também chamada de Marina, foi uma princesa búlgara filha do czar Emiltzos com sua esposa bizantina Emiltzena Paleóloga. 

## Família
Não se sabe exatamente onde e quando Maria nasceu, mas é certo que foi antes da ascensão do pai ao trono búlgaro em 1292, provavelmente em sua residência oficial em Kran. A mãe dela era filha do sebastocrator Constantino Paleólogo, meio irmão do imperador bizantino Miguel VIII Paleólogo. Seu nome não é conhecido e ela é chamada nas fontes de Emiltzena ("esposa de Emiltzos" em búlgaro). Maria era irmã mais velha do futuro czar João II da Bulgária e de Teodora, rainha consorte da Sérvia. Finalmente, Maria era tia-avó do imperador da Sérvia Estêvão Uresis IV.

## Despina de Kran
Emiltzos morreu em 1298 e foi sucedido por seu filho, João II. Emiltzena assumiu o comando do governo como regente do filho, que era ainda uma criança. A imperatriz aparentemente conseguiu derrotar os irmãos de Emiltzos, os boiardos Radoslau e Voysil, que se refugiaram no Império Bizantino e passaram a servir Miguel VIII. Para enfrentar esta nova ameaça e também a invasão do príncipe mongol Tzacas, Emiltzena se aliou a Aldimir (Eltimir), o irmão do antigo tsar Jorge Terter I, que havia sido deposto por seu finado marido. Aldimir casou-se com Maria e, não se sabe se antes ou depois do casamento, Aldimir também recebeu o título de déspota e passou a controlar um amplo domínio na região de Kran. Como sua esposa, Maria recebeu o título de despoina.
O casal teve um filho chamado João Dragusino (Ivan).
Sem conseguir se manter no trono, Emiltzena fugiu de Tarnovo e abandonou a cidade para Tzacas, que se instalou como imperador em 1299. Emiltzena, João II e todo o cortejo da imperatriz foram morar nas terras de Aldimir, onde é possível que eles estivessem quando o sobrinho dele, Teodoro Esvetoslau, acedeu ao trono em 1300. Logo Aldimir se aliou a Teodoro e seus domínios foram aumentados como recompensa. Por causa da aliançam, Emiltzena e João II tiveram que deixar Kran e fugiram para Constantinopla, onde foram recebidos na corte bizantina. 

## Exílio
Em 1305, é provável que Aldimir tenha aberto negociações com os bizantinos para trair o sobrinho e, em represália, Teodoro anexou as terras do tio. A despina Maria pode ter sido uma forte influência sobre o marido e, depois que ele foi subjugado (e provavelmente morto) por Teodoro, ela e João Dragusino fugiram para Constantinopla.
Depois de 1321, Maria e o filho se mudaram para o Reino da Sérvia, onde o poder estava nas mãos do rei Estêvão Uresis III, o marido da irmã de Maria, Teodora. Ela foi tratada com grande respeito por Estêvão e pelo herdeiro dele, Estêvão Uresis IV, que era seu sobrinho. Na Sérvia, Maria e João receberam grandes propriedades na Macedônia. Posteriormente, Maria se retirou para um mosteiro.
Ainda existe um retrato dela e de João em um afresco no Mosteiro de Pološko, em Kavadarci.
Maria Emiltzos sobreviveu ao filho e morreu em 7 de abril de 1355 e foi enterrada em Escópia (Skopie).